# Puerto Suarez
Puerto Suarez – miasto w Boliwii, położone we wschodniej części departamentu Santa Cruz.

## Opis
Miejscowość została założona 10 listopada 1875 roku. Przez miasto przebiega droga krajowa RN4 i linia kolejowa. W Puerto Suarez znajduje się krajowy port lotniczy.

## Demografia
.